# Sinéad Mulvey
Sinéad Mulvey repræsenterer Irland i Eurovision Song Contest 2009 med sangen Et Cetera, som er skrevet af Niall Mooney, Jonas Gladnikoff, Christina Schilling og Daniele Moretti. Med på scenen har hun også pigebandet Black Daisy.